# How Burke and Burke Made Good
How Burke and Burke Made Good è un cortometraggio muto del 1914 diretto da Harry Lambart.

## Produzione
Il film fu prodotto dalla Vitagraph Company of America.

## Distribuzione
Distribuito dalla General Film Company, il film - un cortometraggio di 300 metri, ovvero un rullo - uscì nelle sale statunitensi il 4 febbraio 1914.